# Sunset (Utah)
Sunset – miasto w Stanach Zjednoczonych, w stanie Utah, w hrabstwie Davis.